# Betydningsfulde færinger
Der er mange betydningsfulde færinger, som har påvirket udviklingen på Færøerne i tidens løb. Færøernes lille befolkning betyder, at enkeltpersoners indsats kan have markant indflydelse på samfundets politiske, økonomiske og kulturelle forhold. En del færinger har desuden opnået berømmelse også uden for øerne selv.
Der henvises til artiklerne om de enkelte for uddybende information.
(I kronologisk orden:)
- Grímur Kamban omkr. 825-? Landnamsmand
- Tróndur í Gøtu 945-1035 Vikingehøvding
- Sigmundur Brestisson 961-1005 Vikingehøvding og missionær
- Turið Torkilsdóttir ca. 960-1047? Første kvinde i den færøske historie
- Leivur Øssursson ca. 980-1047?
- Erlendur af Færøerne ?-1308 Katolsk biskop
- Beinta Broberg 1667-1752 Kendt som romanfiguren "Barbara"
- Nólsoyar Páll 1766-1809 Skipper poet og nationalhelt
- V.U. Hammershaimb 1819-1909 Præst og sprogforsker
- Joen Danielsen (Kvívíks Jógvan) 1843-1926 Digter
- Niels Ryberg Finsen 1860-1904 Nobelprismodtager
- Súsanna Helena Patursson 1864-1916 Forfatter og landets første feminist
- Jóannes Patursson 1866-1946 Kongsbonde og politiker
- Jákup Dahl 1878-1944 præst Bibeloversætter
- Janus Djurhuus 1881-1948 Jurist og digter.
- Hans Andrias Djurhuus 1883-1951 Lærer og digter.
- Richard B. Thomsen 1888-1970 Forfatter og erhvervsmand
- Poul F. Joensen 1898-1970 Lærer og digter
- Peter Mohr Dam 1898-1968, politiker, Færøernes lagmand 1958-62 og 1967-68
- Carl Aage Hilbert 1899-1953 Jurist og amtmand på Færøerne 1936-1945
- William Heinesen 1900-1991 Forfatter og billedkunstner
- Christian Matras 1900-1988 Professor og digter
- Jørgen-Frantz Jacobsen 1900-1938 Forfatter
- Heðin Brú 1901-1987 Forfatter
- Sámal Joensen-Mikines 1906-1979. Billedkunstner
- Ruth Smith 1913-1958 Billedkunstner
- Janus Kamban 1913-2009 Billedhugger
- Eilif Mortansson 1916-1989 Forfatter
- Jóannis Kristiansen 1918-1983 Billedkunstner
- Elinborg Lützen 1919-1995 Grafisk kunstner
- Hans Hansen 1920-1970 Billedkunstner
- Ingálvur av Reyni 1920-2005 Billedkunstner
- Ebba Hentze 1930-2015 Forfatter og translatør
- Jákup Pauli Gregoriussen 1932 Arkitekt
- Atli Dam 1932-2005, politiker, Færøernes lagmand i 16 år, folketingsmedlem
- Jens Pauli Heinesen 1932-2011 Forfatter
- Zacharias Heinesen 1936- Billedkunstner
- Vígdis Sigmundsdóttir 1936- Billedkunstner
- Steinbjørn B. Jacobsen 1937-2012 Forfatter
- Eyðun Johannessen 1938- Instruktør og skuespiller
- Marita Petersen 1940-2001, Første kvindelige lagmand
- Gunnar Hoydal 1940- Forfatter
- Oddvør Johansen 1941- Forfatter
- Guðrið Helmsdal 1941 - Forfatter
- Hanus Kamban 1942- Forfatter og translatør
- Rolf Guttesen 1943 - Geograf
- Tróndur Patursson 1944- Billedhugger og kunstner
- Annika Hoydal 1945- Sangerinde og skuespillerinde
- Bergtóra Hanusardóttir 1946- Forfatter
- Kristian Blak 1947- Komponist, musiker, musikarrangør
- Anfinn Kallsberg 1947- Konservativ politiker og forhenværende Lagmand
- Ove Joensen 1948-1987 blev kendt i Danmark som Ro-Ove, da han i 1986 gennemførte at ro fra Færøerne til Danmark i en robåd.
- Sólrún Michelsen 1948- Forfatter
- Alexandur Kristiansen 1949 Forfatter
- Jógvan Isaksen 1950 Forfatter og redaktør
- Hanus G. Johansen 1950 Sanger og komponist
- Jóannes Eidesgaard 1951- Socialdemokratisk politiker og forhenværende lagmand
- Ólavur Jøkladal 1952- Korleder og komponist
- Jóanes Nielsen 1953- Forfatter
- Ole Wich 1953 - Billed- og konceptkunstner, fotograf, grafisk designer og forfatter
- Carl Jóhan Jensen 1957- Forfatter
- Hans Pauli Olsen 1957- Billedhugger
- Katrin Ottarsdóttir 1957 Filminstruktør
- Tóroddur Poulsen 1957- Forfatter
- Anker Eli Petersen 1959- Grafisk kunstner
- Magni Arge 1959- Erhvervsleder og politiker
- Olaf Johannessen 1961- Skuespiller
- Øssur Mohr 1961- Kunstmaler
- Pól Skarðenni 1962- Kunstmaler
- Annika Johannessen 1963- Skuespiller
- Olaf Johannessen 1961- Skuespiller
- Kaj Leo Johannesen 1964- Forhenværende landsholdspiller. Politiker, Færøernes lagmand fra 2008
- Rakel Helmsdal 1966- Forfatter
- Rúni Brattaberg 1966- Operasanger
- Høgni Hoydal 1966- Politiker, leder af Tjóveldi, folketingsmedlem
- Alex S. Bærendsen 1963 - Countrysanger
- Kristina S. Bærendsen 1988 - Countrysangerinde
- Hallur Joensen 1967 - Countrysanger
- Jørgen Niclasen 1969 - Politiker, Leder af Fólkaflokkurin, Udenrigsminister fra 2008-
- Livar Nysted 1970 - Havroer, har sat fem verdensrekorder
- Linda Andrews 1973- Sangerinde
- Jens Marni Hansen 1974- Rocksanger og guitarspiller. Deltager ved Dansk Melodi Grand Prix 2010.
- Lena Anderssen 1974- Sanger, sangskriver, komponist
- Marjun Syderbø Kjelnæs 1974- Forfatter
- Sissal Kampmann 1974- Forfatter
- Teitur Lassen 1977- Sanger og komponist
- Guðrið Hansdóttir 1980- sanger, sangskriver og komponist
- Evi Tausen 1981- Countrysangerinde
- Marna Egholm 1981- Atlet
- Guðrun Sólja Jacobsen 1982- Sangerinde, vinder af "Stjerne for en aften"
- Eivør Pálsdóttir 1983- Sangerinde, sangskriver og komponist
- Heiðrikur á Heygum 1983- filminstruktør, musiker, kunstner
- Sakaris Stórá 1986- filminstruktør
- Greta Svabo Bech 1987- Sangerinde, sangskriver og komponist
- Lív Næs 1988- Sangerinde, sangskriver og komponist
- Kristel Lisberg 1989- Sangerinde, sangskriver og komponist
- Brandur Enni 1989- Sanger, sangskriver, komponist og musiker
- Helgi Dam Ziska 1990- IM skakspiller
- Pál Joensen 1990- Elitesvømmer
- Brandur Hendriksson 1995- Professionel fodboldspiller
- Døgg Nónsgjógv 1996- Sanger, sangskriver, komponist
- Sára Ryggshamar Nysted 2001- Svømmer

## Ekstern henvisning
- Fotos af færøske personligheder